# Klaus Hasselmann
Pour les articles homonymes, voir Hasselmann.
Klaus Hasselmann (né le 25 octobre 1931 à Hambourg) est un océanographe et modélisateur du climat allemand de premier plan. Il est notamment connu pour avoir développé le modèle de Hasselmann, de variabilité climatique, où un système à mémoire longue  (l'océan) intègre un forçage stochastique, transformant ainsi un signal de bruit blanc en un signal de bruit rouge, ainsi expliquant (sans hypothèses spéciales) les signaux de bruit rouge omniprésents observés dans le climat. Il a reçu le prix Nobel de physique 2021 conjointement avec Syukuro Manabe et Giorgio Parisi pour des contributions révolutionnaires à la « modélisation physique du climat terrestre, quantifiant la variabilité et prédisant de manière fiable le réchauffement climatique ».

## Biographie
Sa famille fuit le régime nazi en 1934, car son père est un social-démocrate. Il grandit près de Londres, puis revient en Allemagne en 1949. Il étudie les mathématiques et la physique à Hambourg. Il obtient son doctorat à l'université de Göttingen en 1957.
Il est diplômé en 1955 de l'université de Hambourg.
Il devient ensuite professeur de géophysique théorique pour l'université de Hambourg.

## Parcours professionnel et recherche climatique
Ses travaux sur le réchauffement climatique permettent de prouver que l'augmentation de la température de l'atmosphère est causée par les émissions de dioxyde de carbone humaines. Il publie sa première étude sur le sujet, qui fait désormais référence, en 1979, et avertit en 1988 des conséquences du réchauffement climatique.
Sa réputation en océanographie est principalement fondée sur un ensemble d'articles sur les interactions non linéaires dans les vagues océaniques. Dans ceux-ci, il a adapté le formalisme du diagramme de Feynman aux champs d'ondes aléatoires classiques. Il découvrit plus tard que les physiciens des plasmas appliquaient des techniques similaires aux ondes plasma et qu'il avait redécouvert certains résultats de Rudolf Peierls expliquant la diffusion de la chaleur dans les solides par des interactions de phonons non linéaires. Cela l'a amené à revoir le domaine de la physique des plasmas, ravivant un intérêt antérieur pour la théorie quantique des champs.

« Ce fut vraiment une révélation de réaliser à quel point nous sommes spécialisés dans nos domaines et que nous devons en savoir beaucoup plus sur ce qui se passe dans d'autres domaines. Grâce à cette expérience, je me suis intéressé à la physique des particules et à la théorie quantique des champs. Je suis donc entré dans la théorie quantique des champs par la porte dérobée, en travaillant avec des champs d'ondes réels plutôt qu'avec des particules. »

Hasselmann a remporté de nombreux prix au cours de sa carrière. Il a reçu le 2009 BBVA Foundation Frontiers of Knowledge Award in Climate Change; en janvier 1971 la médaille Sverdrup de l' American Meteorological Society ; en mai 1997, il a reçu la Symons Memorial Medal de la Royal Meteorological Society ; en avril 2002, il a reçu la médaille Vilhelm Bjerknes de la Société européenne de géophysique.